# Amandier
Prunus amygdalus
Espèce
Classification phylogénétique
L'amandier (Prunus amygdalus, encore souvent sous le synonyme Prunus dulcis (Mill.) D.A.Webb, nom. illeg. non Prunus dulcis Rouchy) est une espèce de plantes à fleurs de la famille des Rosaceae. C'est un arbre dont les fleurs, d'un blanc rosé, apparaissent avant les feuilles. C'est le premier arbre fruitier à fleurir à la fin de l'hiver, une période où il peut geler encore le matin. Il produit un fruit charnu à noyau (ou drupe) dont la chair devient sèche à maturité et s’ouvre en deux valves, libérant un noyau contenant une amande comestible.
Dès l’Antiquité, l’arbre, d’abord domestiqué au Proche-Orient pour produire des amandes douces, a été cultivé dans tout le pourtour méditerranéen avant de l’être, à l’époque moderne, dans de nombreuses régions arides du monde où il s’adapte bien. La Californie est devenue le premier producteur mondial.
L'amandier est un des symboles de l'amour et de la virginité: les fleurs paraissant bien avant les feuilles, chaque rameau se voile alors complètement de blanc, évoquant ainsi une robe de mariée.
Le genre Amygdalus de Linné (ou bien le sous-genre Amygdalus du genre Prunus, de Rehder 1940) contient 26 espèces d’« amandiers » et une longue liste d’hybrides interspécifiques spontanés. Les espèces d’amandiers du (sous-)genre Amygdalus L. fleurissent avant l’apparition des feuilles et donnent des fruits dont le péricarpe (l’écale) sèche à maturité et s’ouvre en deux valves qui se séparent du noyau dur. Les amandiers sauvages testés ont été trouvés auto-incompatibles. Pour distinguer en français ces amandiers sauvages de l’amandier cultivé, on nommera aussi ce dernier amandier commun (conformément au basionyme Amygdalus communis de Linné).

## Description

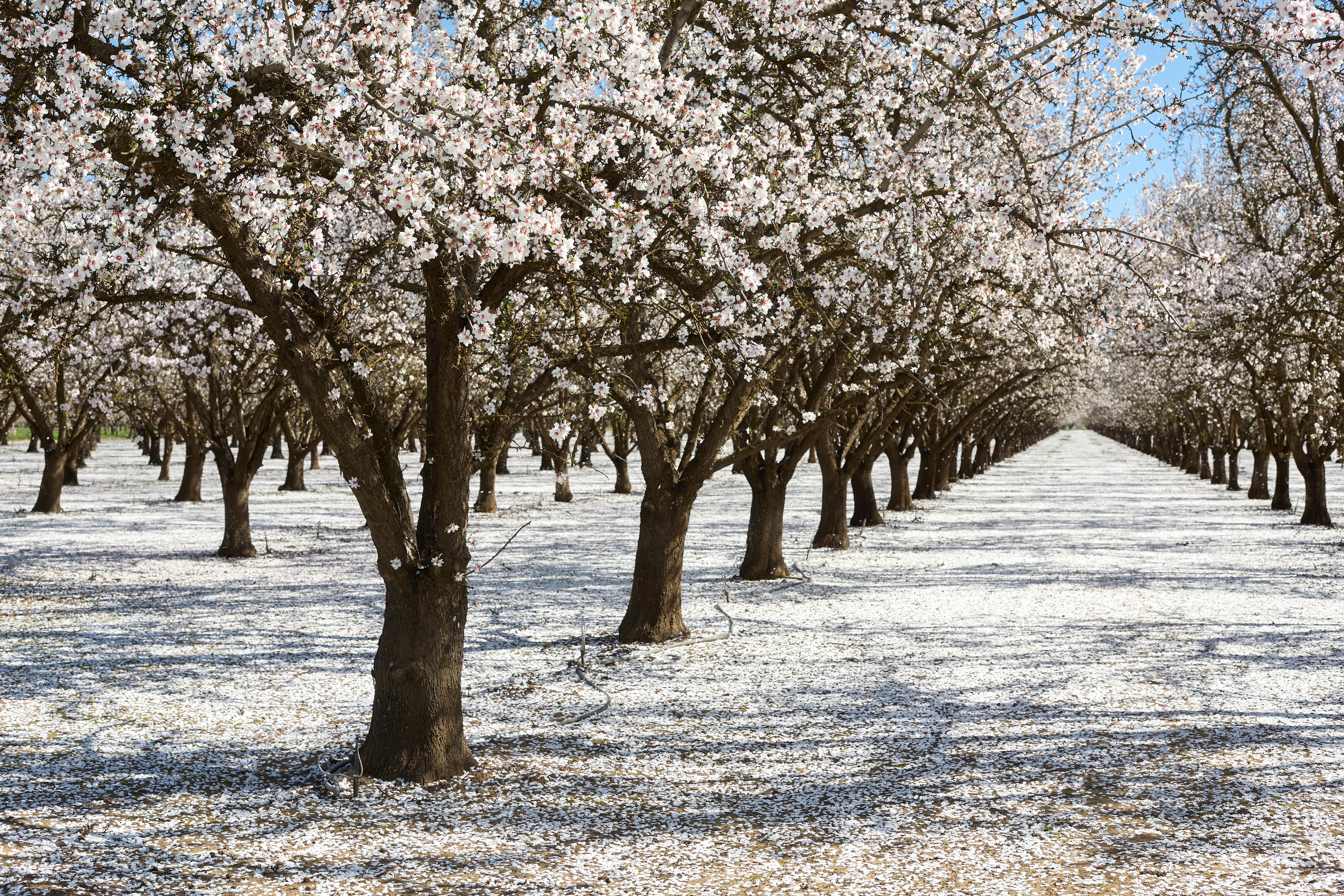
Verger d'amandiers en fleurs dans le comté californien de Butte.

L’amandier est un arbre de 4 à 12 mètres de haut, dont les jeunes rameaux d’abord vert clair, rougissent ensuite au soleil. Il peut vivre plus de 100 ans.
La feuille est simple, décidue, à pétiole de 10-25 mm glanduleux, au limbe elliptique-lancéolé (jusqu’à 10 x 3 cm), à apex acuminé, à marge crénelée-dentée, glabre, luisant en dessus.
La fleur blanche ou rosée apparaît avant les feuilles ; elle est solitaire ou géminée, de 2-5 cm de diamètre, subsessile (portée par un court pédoncule). Le calice en cloche a 5 lobes caducs. La corolle est formée de 5 pétales obovés-elliptiques, blancs à rosés, entourant 20, 25 ou 30 étamines et un ovaire libre, à 1 loge contenant 2 ovules. La fusion du réceptacle et de la base des sépales, pétales et étamines forme une coupe (nommée l’hypanthium) enfermant l’ovaire (voir le schéma en haut à gauche de l’illustration ci-contre). On dit que la fleur est épigyne et l’ovaire infère. Ces caractères morphologiques ont entre autres servi dans la longue histoire de la taxonomie des Prunus qui a cependant été remise en cause à partir des années 2004-2006, par les études phylogénétiques employant des séquences d’ADN.
La floraison des amandiers cultivés s’établit de janvier à mars, suivant les régions et les cultivars. Elle précède les feuilles.
Presque tous les cultivars sont auto-incompatibles, ce qui empêche l’autofécondation et favorise la pollinisation croisée et l’allogamie. Quelques cultivars d’obtention récente, comme ‘Lauranne’, sont auto-compatibles, ce qui permet de créer des vergers monovariétaux.
Les fleurs produisent un nectar d’excellente qualité, très recherché par les abeilles au printemps. La pollinisation est assurée par le vent (anémophilie) et par les insectes (entomophilie).

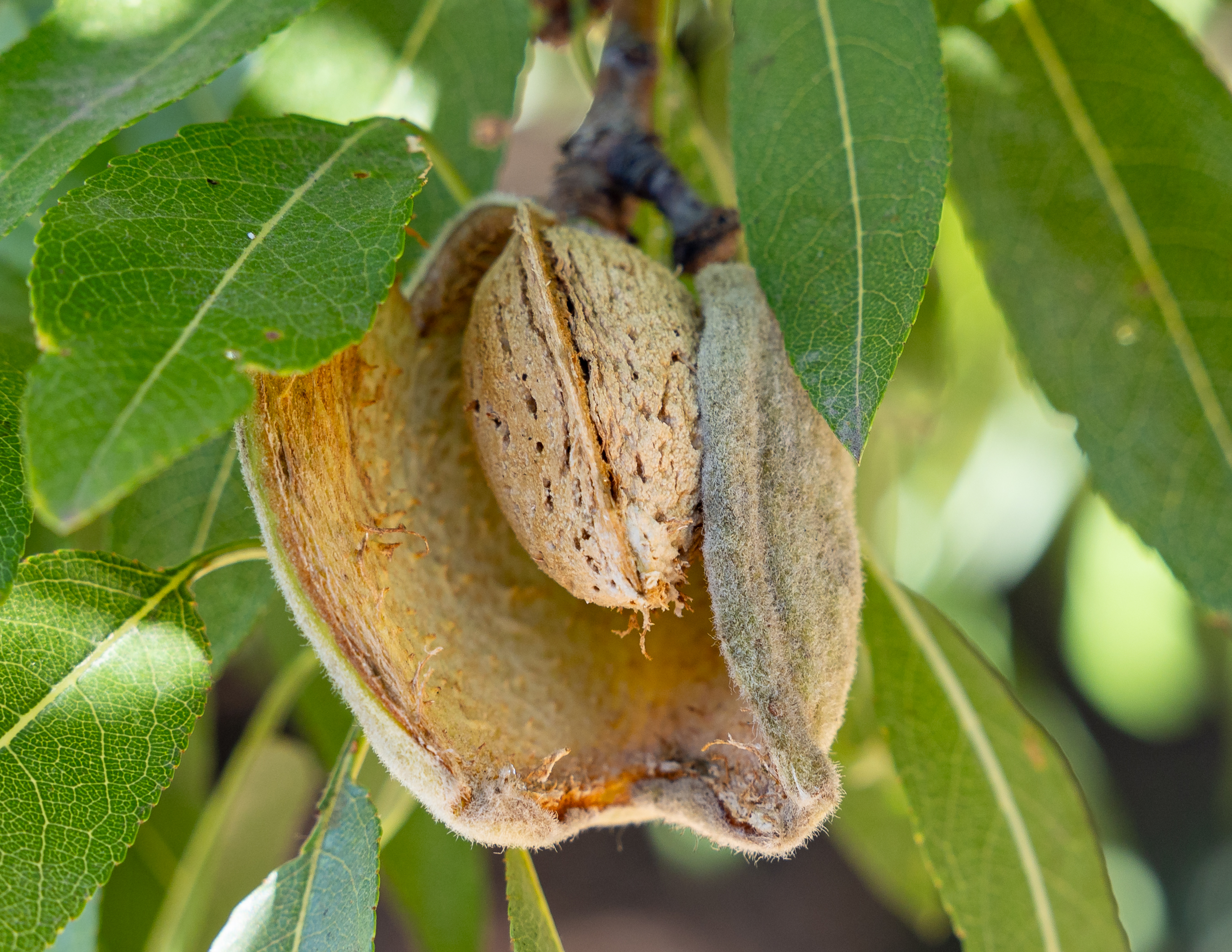
Amande, le mésocarpe asséché s’ouvre en deux valves.

Le fruit est une drupe oblongue-comprimée, de 25-40 mm, à épiderme pubescent-velouté, coriace qui reste vert à maturité. Cette partie externe (le mésocarpe) d’abord un peu charnue, s’assèche à maturité et s’ouvre en deux valves, libérant un noyau aplati. Ce dernier, sillonné de fissures étroites, contient une et parfois deux graines oléagineuses (ou amandes), croquantes. L’amande de type « sauvage » est amère, car elle a une forte teneur en amygdaline, substance qui se transforme en cyanure d’hydrogène toxique après ingestion. L’amande douce est issue d’une sélection horticole qui a réduit considérablement la teneur en amygdaline. L’unique gène qui commande l’amertume est récessif, ce qui implique que les amandiers hétérozygotes ont des amandes douces. Les variétés douces (dulcis) et amères (amara) sont morphologiquement semblables.

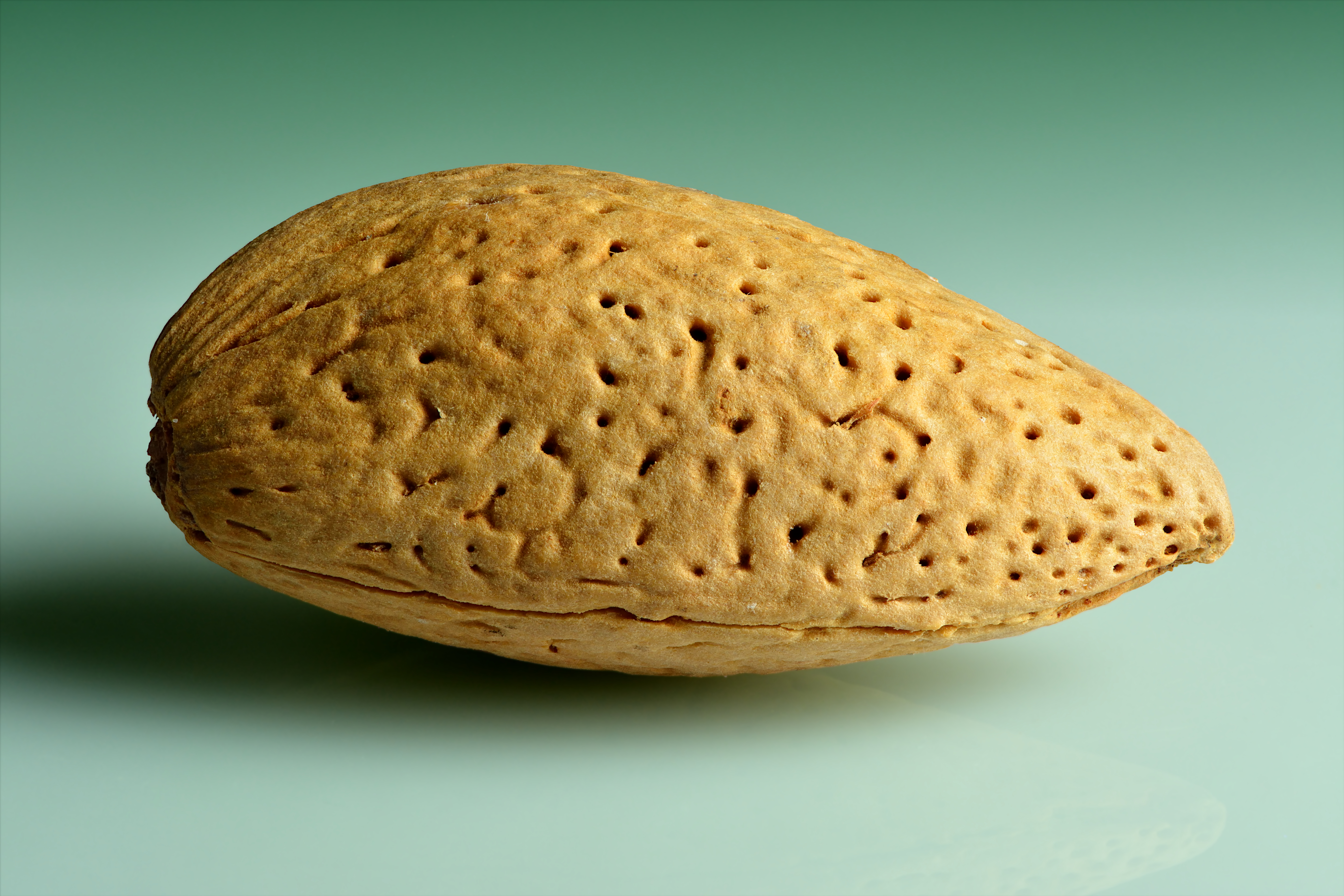
Une amande dans sa coque.

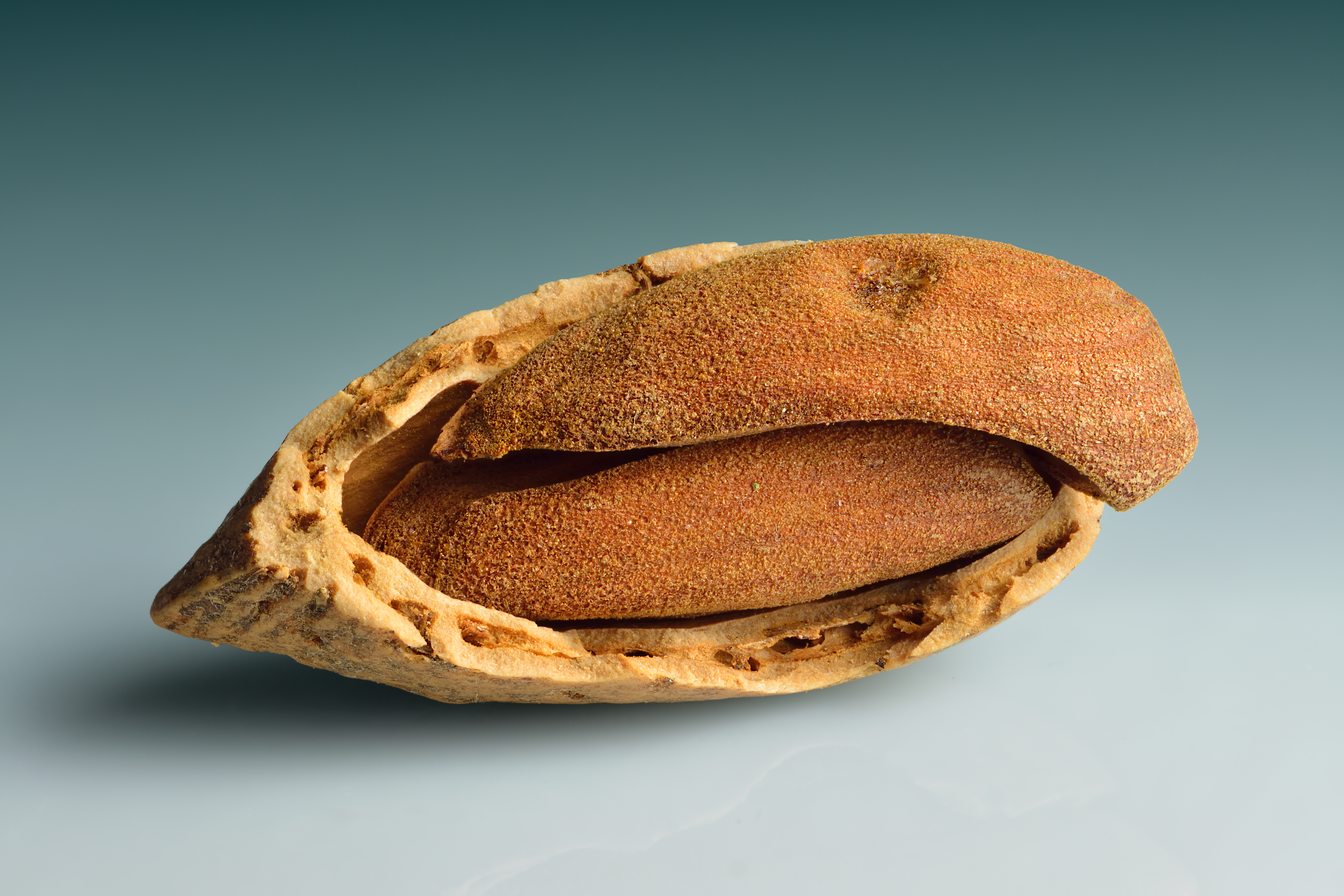
Une amande avec deux amandes.

La récolte des amandiers cultivés se fait en juin-juillet pour les amandes fraîches et septembre pour les amandes sèches.

## Caractéristiques
- Organes reproducteurs :
  - Type d'inflorescence : corymbe
  - Répartition des sexes : hermaphrodite
  - Type de pollinisation : entomogame
  - Période de floraison :
- Graine :
  - Type de fruit : drupe
  - Mode de dissémination : endozoochore
- Habitat et répartition :
  - Habitat type : matorrals méditerranéens
  - Aire de répartition : méditerranéen

données d'après : Julve, Ph., 1998 ff. - Baseflor. Index botanique, écologique et chorologique de la flore de France. Version : 23 avril 2004. 

## Distribution
L’amandier cultivé semble issu de l’amandier du Caucase, Prunus fenzliana, arbuste indigène en Arménie, Azerbaïdjan, Turquie du Nord-Est et Iran. Après sa domestication au Proche-Orient au Chalcolithique, sa culture s’est diffusée dans le pourtour méditerranéen avant de gagner de nombreuses régions arides du monde qui ne connaissent pas de situation gélive en période de floraison (Chine, Amérique du Nord et du Sud, Afrique du Sud, Australie). Actuellement la Californie est le plus gros producteur mondial.

## Domestication

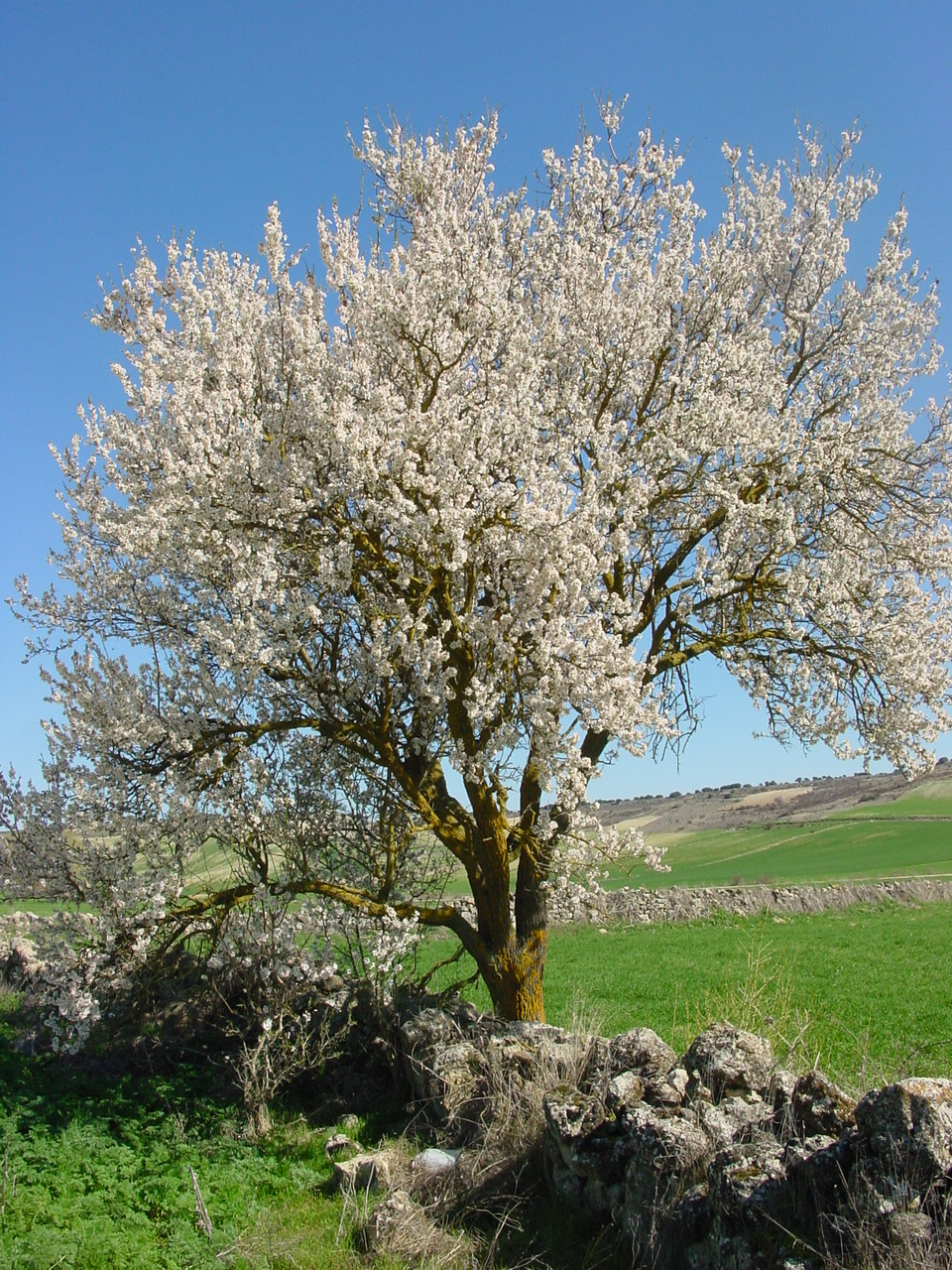
Amandier en fleur (Espagne).

La domestication des amandiers a été un long processus de sélection d’amandes douces produites dans des populations d’amandiers sauvages produisant des fruits amers, mais ayant parfois des arbres produisant des fruits doux. Le caractère doux de l’amande apparaît à la suite d’une mutation et l’amertume étant un trait récessif peut par la sélection être éliminé d’une population.
Les amandiers cultivés donnent des amandes douces quoique occasionnellement on trouve dans les vergers traditionnels des arbres à amandes amères. Au Maroc, chez les Bni Boufrah du Rif, les amandes amères sont maintenues volontairement ici et là dans les vergers. La raison invoquée est qu’elles protégeraient contre le vol, car le voleur d’amande n’a pas le temps de vérifier si les amandes sont douces ou amères. Autrefois dans cette région du Rif, le mode de multiplication des amandiers le plus courant était le semis dirigé. Les amandes douces étaient semées au milieu des champs de céréales.
En Italie, les amandes amères, produites par les amandiers cultivés, sont utilisées pour fabriquer des liqueurs légèrement amères (comme l’amaretto) ou des macarons (les amaretti).
L’amandier donnant des amandes douces a été nommé Prunus dulcis (Miller) D.A. Webb. Il a probablement commencé à être cultivé au Chalcolithique, en Méditerranée orientale. La variété produisant des amandes amères a été nommée Prunus amara (Mill.) D.A. Webb var. 'amara' (D.C.) Buchheim.
En se basant sur la morphologie et l’habitat, Ladizinsky (1999) proposa de considérer Prunus fenzliana Fritsch., un petit amandier sauvage du Caucase, comme l’ancêtre le plus probable de l’amandier cultivé. Une étude de terrain en Asie centrale (Rivière Tchirtchik et Ferghana), l’amena à reconnaître les formes dites « sauvages » de l’amandier comme des arbres échappés des cultures et naturalisés, semblables en cela aux formes férales des amandiers en zone méditerranéenne. La comparaison de l’amandier avec les Prunus sauvages les plus proches, lui fit retenir P. fenzliana qui est capable de former de grands fourrés de jeunes arbres. Cet arbre est indigène en Arménie, Azerbaïdjan, Turquie du Nord-Est et Iran et peut s’hybrider avec l’amandier. C’est de tous les taxons sauvages celui qui est morphologiquement le plus proche de l’amandier cultivé. En Arménie, il ne rencontra aucun type à amandes douces de P. fenzliana, pays qui à l’époque ne cultivait pas l’amandier. Toutefois, il a été rapporté que des individus particuliers dans ces populations sauvages pouvaient être doux. La mutation responsable de la douceur s’exprime de manière récessive chez l’amandier, contrairement aux autres cas de Prunus comme l’abricotier ou le pêcher pour lesquels l’amertume apparaît dominante.
Une étude génétique est venue en 2010 conforter cette hypothèse. Basée sur 26 marqueurs SSR de nombreux cultivars d’amandier et d’espèce sauvages et cultivées de Prunus, l’étude de Zeinalabedini et al. (2010) apporte des arguments solides pour considérer que Prunus fenzliana, une espèce indigène du nord de l’Iran, est l’ancêtre des amandiers cultivés. Le partitionnement de données regroupe dans le cluster A les cultivars d’amandier et l’accession de P. fenzliana, et dans le cluster B les autres accessions de Prunus. L’étude par la même occasion, facilite l’analyse des flux de gènes entre espèces. L’introgression de gènes exotiques dans les amandiers cultivés a été suggérée dans les années 1990 et récemment il a été établi que la source de l’auto-compatibilité du cultivar italien ‘Tuono’ vient de la population sauvage de Prunus webbii de l’Italie du Sud.
En plus de ces sources botaniques et génétiques, on peut trouver d’autres arguments soutenant l’hypothèse que l’origine de l’amandier commun se trouve dans les populations sauvages d’amandiers du Caucase, Prunus fenzliana. — Pour les sources archéologiques, et textuelles voir l’article Domestication de l'amandier.

## Culture

### La parcelle

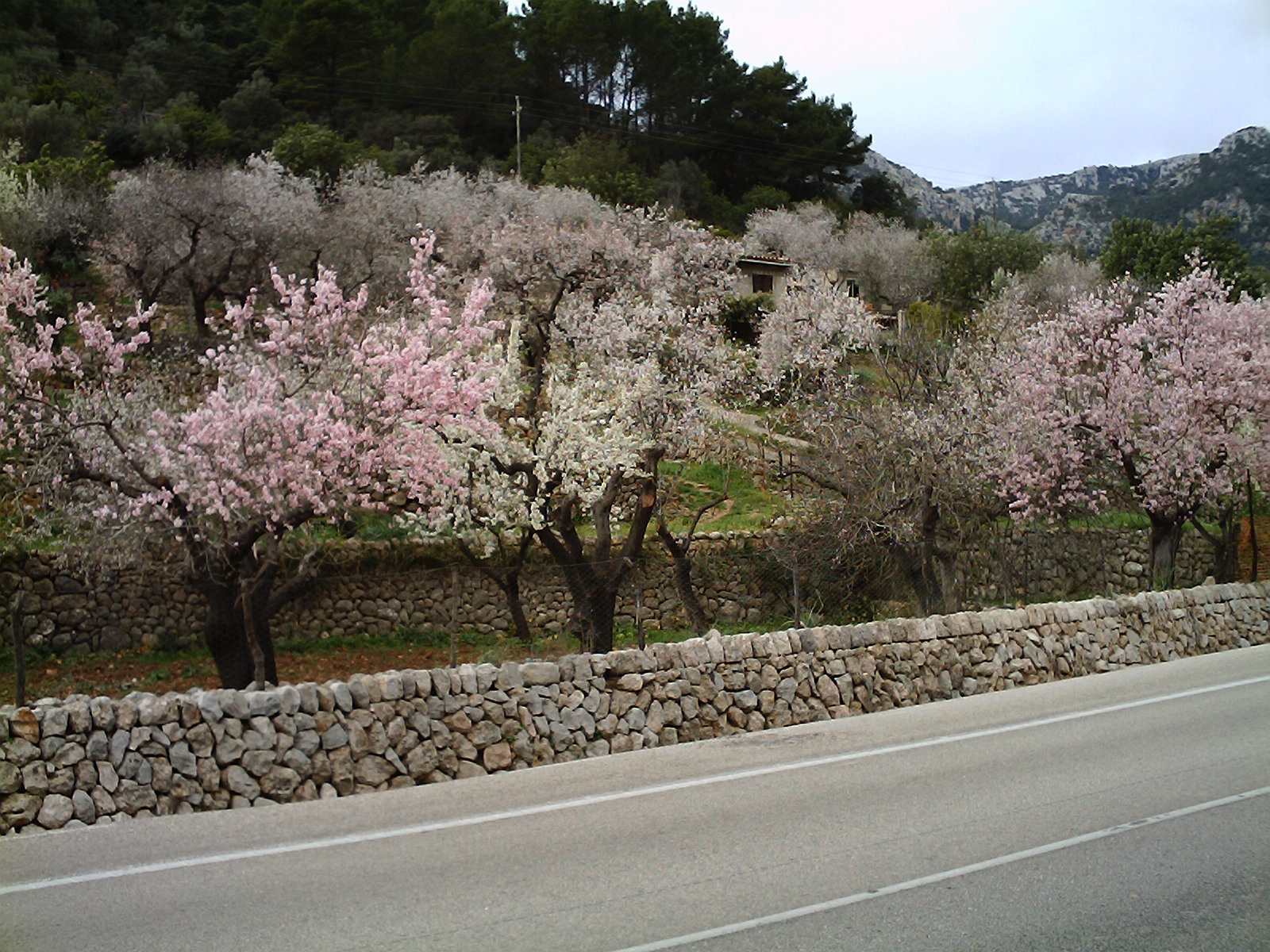
Verger d’amandiers à Majorque, en Espagne.

L’amandier a besoin de lumière, de soleil et d'air sec. Ses fleurs étant très sensibles au froid, il doit être installé dans une situation non gélive à la floraison (en février-mars en France) sinon les températures négatives peuvent causer des dégâts sur les boutons floraux. Il valorise les terres pauvres, car il peut pousser sur des sols dolomitiques, caillouteux, secs, pauvres en matière organique. Il s'accommode même de sols légèrement salés et se plaît sur les sols calcaires. Il a très peu d'exigences sauf un sol profond et perméable. Particulièrement sensible à l’asphyxie, il redoute les sols lourds argileux, favorables à l’accumulation d’eau.

### Plantation
La multiplication de l’amandier se fait par semis au printemps d’amandes amères, préalablement stratifiées, pendant l’hiver. Après trois ans, les jeunes plants sont mis en place, pour servir de porte-greffes, car ils sont plus vigoureux que les amandiers doux. On greffe en fente en février ou en écusson en juin ; pour les terrains plus compacts et froids, on utilise le prunier comme porte-greffe (GF 8-1 Mariana, INRA). Le porte-greffe hybride GF 677 Amandier x Pêcher, INRA, est le plus vigoureux.
Pour faciliter la pollinisation croisée, en monoculture intensive, il faut alterner les rangs en mettant deux rangs de la variété principale pour un rang de la variété pollinisatrice. En France par exemple, il est conseillé de planter 'Ferragnès' avec 'Ferraduel' ou 'Lauranne'. 'Ferraduel' est un très bon pollinisateur, mais 'Lauranne' est autofertile et permet donc de diluer le risque en cas de conditions météorologiques défavorables au vol des abeilles.
Pour les variétés auto-incompatibles, les abeilles sont indispensables. Les ruches sont introduites dans les vergers dès l’apparition des premières fleurs.
L’irrigation permet de quasiment doubler le rendement de l’amandier. De plus, elle garantit la régularité d’un bon rendement. L’eau a une action bénéfique sur la croissance de l’amandier, sur la fructification et la qualité du fruit. L’arrosage régulier et localisé (goutte-à-goutte ou micro-asperseur) se fait de la nouaison jusqu’à septembre.
La protection phytosanitaire, en agriculture conventionnelle, suppose 7 à 9 traitements par an dont au moins trois pour le chancre à Fusicoccum amygdali (un champignon parasite) et deux pour la guêpe de l’amande Eurytoma amygdali, si elle est présente.
En France, la récolte d'amandes fraîches (en vert) se fait manuellement en juin et juillet.
La récolte d'amandes sèches a lieu en septembre, octobre, lorsque l'écale (la partie verte qui entoure la coque) est bien ouverte et sèche. Les procédés de culture intensifs se passent de beaucoup de main d'œuvre et prévoient l'emploi de conducteurs de tracteurs secoueurs d'arbres et de véhicules souffleurs-andaineurs. Au sol, les andains d'amandons positionnés au centre des allées d'arbres sont récoltés avec des balayeuses-chargeuses tractées et sont déversés dans les bennes agricoles employées pour le regroupement en monticules en bord de route. Après un nouveau chargement, un tri et nettoyage mécanisé ultérieur sera appliqué.

### Culture intensive en Californie

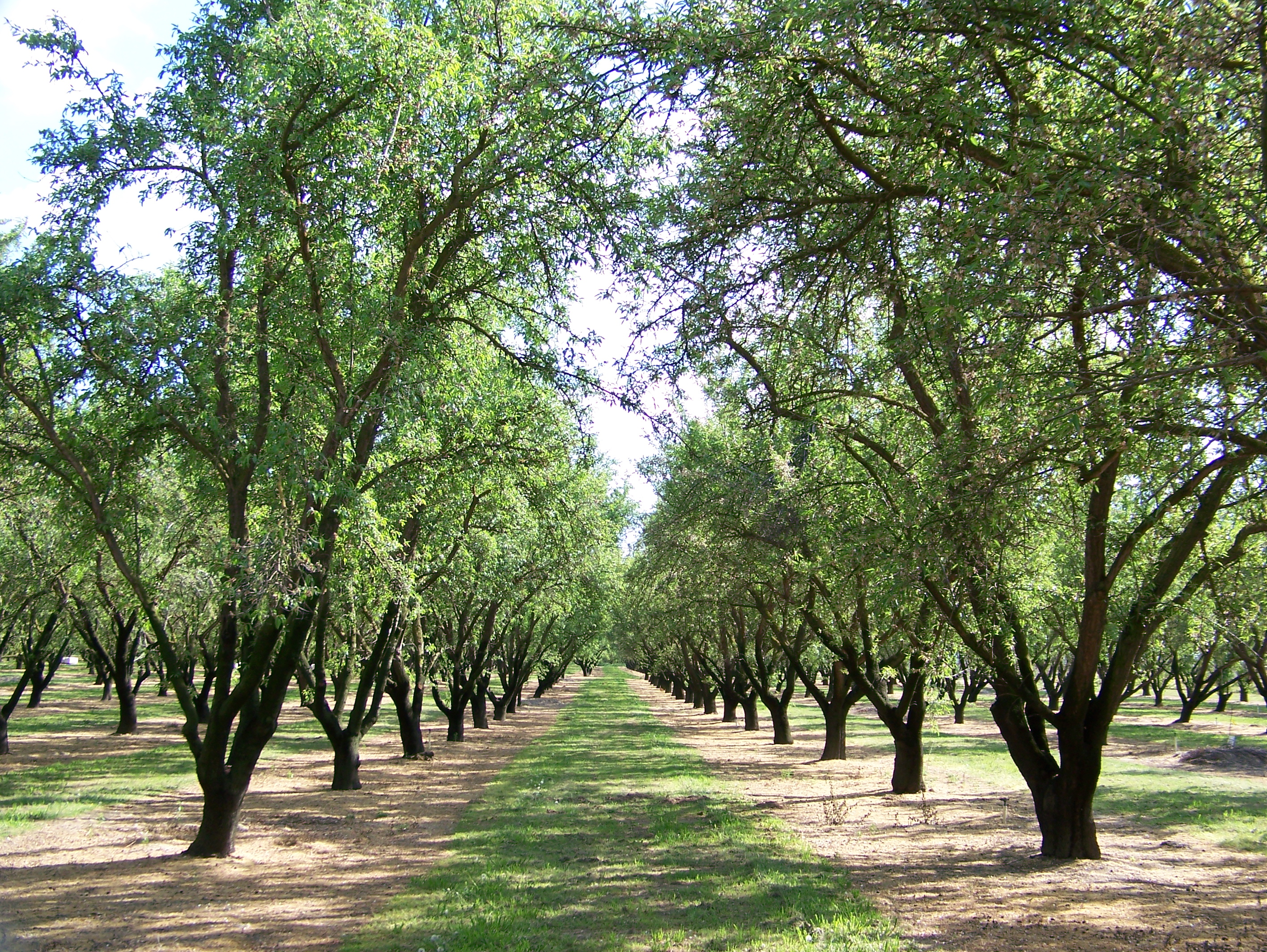
Verger d’amandiers à Winton en Californie.

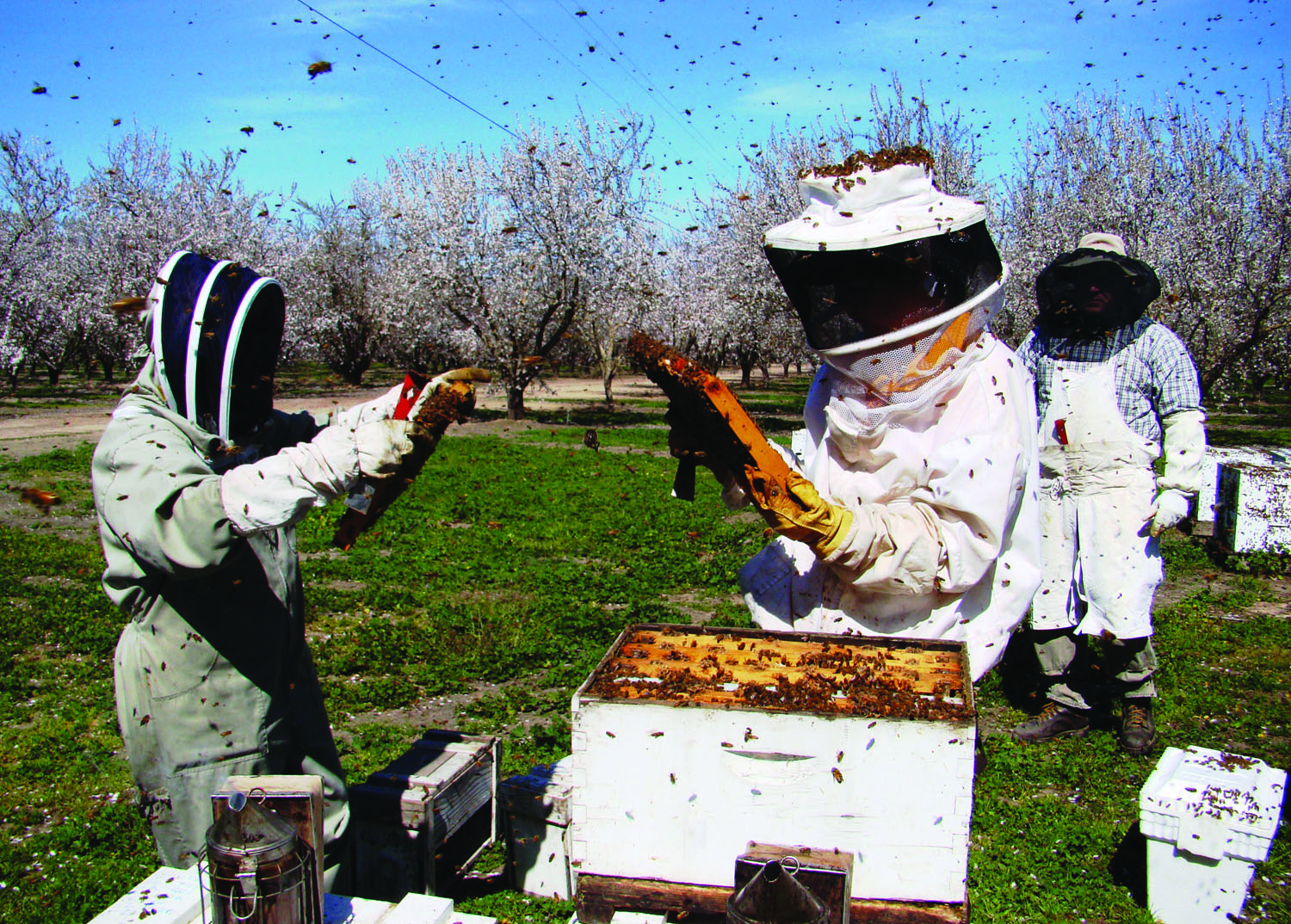
Apiculteurs dans un verger d’amandiers en Californie.

En Californie, la Central Valley a doublé sa surface en amandiculture depuis vingt ans. Les amandiers ont remplacé le coton, la vigne ou la luzerne. Les amandes sont le produit agricole exporté le plus lucratif de l’État, car ses méthodes de culture intensives lui permettent d’écraser la concurrence.
Son modèle agricole recourt massivement aux pesticides, à l’irrigation et à la gestion de la pollinisation des abeilles. La pollinisation des amandiers californiens demande que près d’un million de ruches venant de 49 États soient transportées en février par camion dans les vergers californiens. Ce qui représente environ la moitié de toutes les ruches des États-Unis. Une grande partie de la pollinisation est gérée par des courtiers en pollinisation qui passent des contrats avec des apiculteurs itinérants. Six à dix ruches sont nécessaires pour polliniser un hectare d’amandiers. Mais cette organisation remarquable a été fortement affectée par le syndrome d'effondrement des colonies d'abeilles, responsable d’une perte de 44 % des colonies en 2015-2016 et d’une hausse des prix de la pollinisation. En réponse à ce problème, les Services de recherche agricole ont développé des variétés d’amandiers auto-compatibles comme 'Tuono'. Cette variété est cependant moins productive que la variété 'Nonpareil' demandant une pollinisation par les abeilles.
Avec la sécheresse qui sévit depuis 2011 en Californie, la gestion de l’eau est aussi devenue un enjeu crucial mettant en concurrence les agriculteurs et les habitants des villes. La culture des amandiers utilise 10 % de l’approvisionnement en eau de la Californie. Des décennies de pompage d’eau souterraine non contrôlée ont entraîné un déficit chronique en eaux souterraines.
Le succès de la filière californienne de l’amande repose sur des rendements très élevés. Le rendement en 2017 de l’amandiculture a été de 2 544 kg/ha aux États-Unis, de 1 983 kg/ha en Australie de 1 361 kg/ha en Italie et de 403 kg/ha en Espagne.

## Production
Les principaux pays producteurs d’amandes en coque sont d’après FAOSTAT :
| Rang | Pays       | 2016 (t)  | 2017 (t)  |
| ---- | ---------- | --------- | --------- |
| 1    | États-Unis | 970 688   | 1 029 655 |
| 2    | Espagne    | 199 167   | 255 503   |
| 3    | Iran       | 132 148   | 111 845   |
| 4    | Maroc      | 112 681   | 116 923   |
| 5    | Turquie    | 85 000    | 90 000    |
| 6    | Italie     | 74 584    | 79 599    |
| 7    | Australie  | 72 902    | 75 373    |
|      | Monde      | 2 145 426 | 2 239 697 |

En 2017, la production mondiale d’amandes en coque a atteint 2 240 000 tonnes, ce qui correspond à une croissance de 10 % par rapport à 2015. La demande mondiale est en hausse continue depuis 20 ans. Le développement du « grignotage sain » qui touche l’Europe comme la Chine et l’Inde, tire la demande. Le premier consommateur est l’Union européenne (32 %), suivie par les États-Unis (27 %) puis viennent les pays en forte croissante, la Chine (10 %) et l’Inde (7 %).
Les États-Unis sont le premier producteur mondial avec 1 030 000 tonnes représentant 45 % de la production mondiale, puis viennent l'Espagne avec 255 000 tonnes soit 11 % de la production mondiale, l’Iran et le Maroc sont à peu-près au même niveau selon les années, la Turquie a dépassé l’Italie qui fut un temps en troisième position. L’Australie monte en puissance en utilisant le modèle de production intensive. Parmi les autres producteurs, on trouve la Tunisie, l’Algérie, la Chine, le Chili.
En France, 1 700 hectares étaient consacrés à la culture des amandiers en 1990, en 2017 il n’en reste plus que 1 142 ha . Les Bouches-du-Rhône, les Alpes-de-Haute-Provence, les Pyrénées-Orientales et la Corse réalisent l’essentiel de la production nationale. La production qui était de 4 200 tonnes en 1990, n’a cessé de diminuer depuis et s’est même effondrée, pour atteindre 799 t en 2017.
La France a importé 38 000 tonnes d’amandes en 2016 pour sa consommation.
Jusqu'en 1983, l'Europe a dominé la production mondiale, avant d'être rattrapée par la production d'Amérique du Nord (entre 1983 et 1998). À partir de 1999, la production américaine a décollé et largement dépassé celle de l'Europe. En 2003, la production asiatique a dépassé celle de l'Europe.

## Utilisations
L'amande est très riche en acides gras insaturés, protéines, glucides et vitamines.
Elle est un constituant important des pâtisseries provençale et orientale. Les nouvelles tendances sont de la consommer sous forme de grignotage (barre de céréales) ou de boisson à base d’amande (lait d'amande).

## Langage des fleurs
Dans le langage des fleurs, l'amandier symbolise la douceur ou l'étourderie.

## L'amandier dans la littérature
- L'amandier, une chanson de Georges Brassens
- La branche d'amandier, une poésie d'Alphonse de Lamartine, site poesie.webnet.fr
- Fleur d'amandier, un poème de David Herbert Lawrence
- Comme des fleurs d'amandier et plus loin, un recueil de poèmes de Mahmoud Darwich
- Amandiers, un recueil de poèmes de Lorand Gaspar

## L'amandier dans l'histoire contemporaine
- Le camp de concentration des Amandiers, ancien camp de concentration franquiste durant la guerre d'Espagne, situé à Alicante[22].

## L'amandier dans la peinture
- Amandier en fleurs, tableau de Vincent van Gogh (1890).

## Galerie

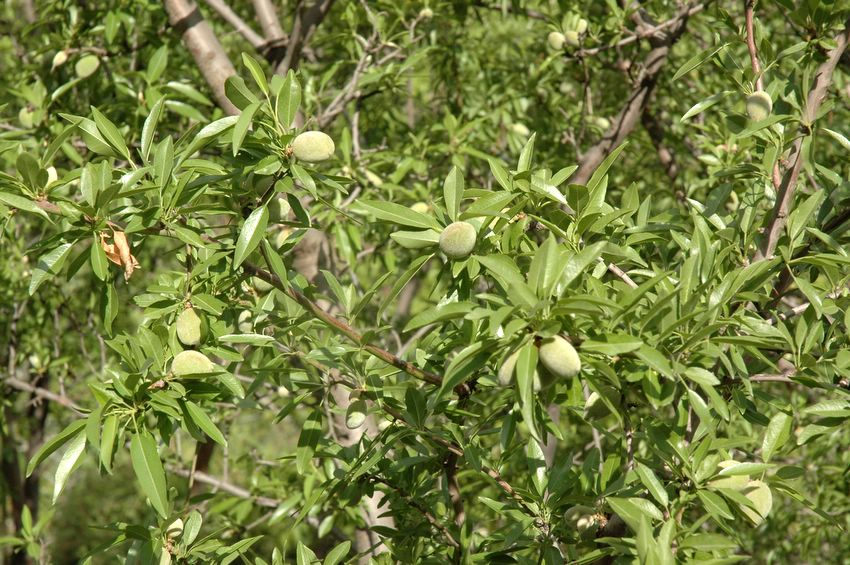
Des amandiers au Maroc.
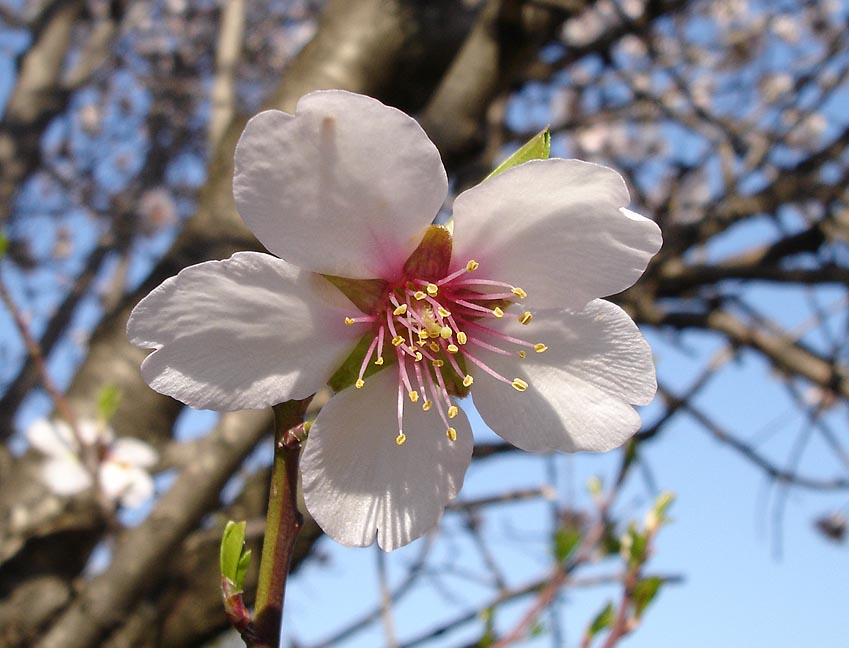
Des fleurs d'amandier.
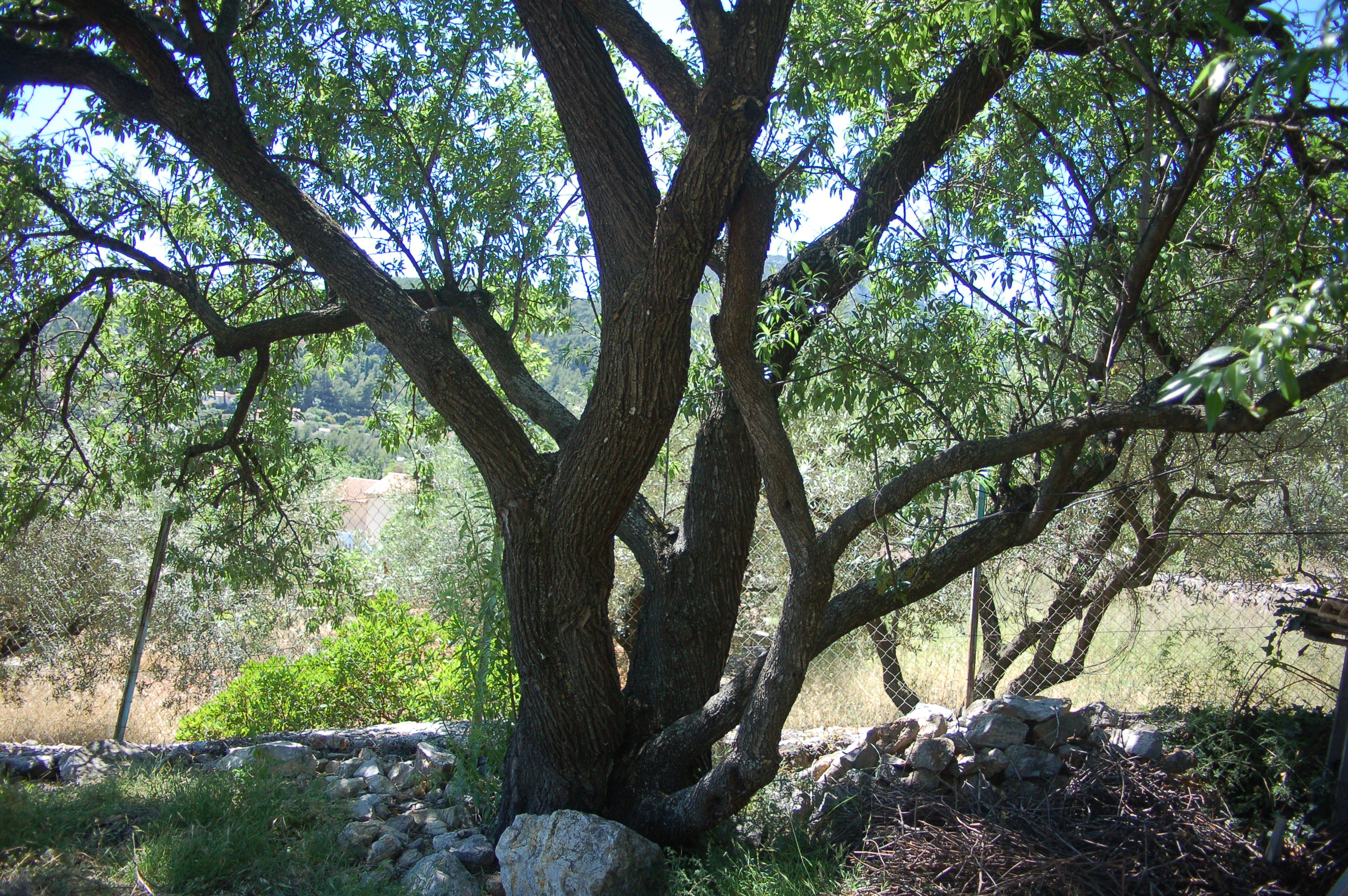
Un vieil amandier.